# 郑州市中原区郑上路小学
郑州市中原区郑上路小学是中国河南省郑州市的一所小学，位于河南省郑州市中原区郑上路124号。

## 沿革
1920年，郑上路小学创办，前身为三官庙小学。现为河南省足球传统项目学校、河南省师德先进示范校、郑州市红领巾示范学校。2003年，学校自筹资金重建南教学楼。2005年，中原区教体局投资400万重建北教学楼。